# Incesto
Per incesto (dal latino incestum, "non casto", "impuro") o relazione incestuosa, si intende un rapporto sessuale fra due persone fra le quali esistano determinati vincoli di parentela o di affinità. Il rapporto può essere consenziente, ma per la maggior parte dei casi si verifica con violenza sessuale di un parente adulto su minore, causando spesso traumi psicologici profondi.   
Varie sono le normative, in diversi Paesi del mondo, ad esempio, è vietato contrarre matrimonio fra fratelli e sorelle o fra zio/a e nipote o fra ascendente e discendente. In alcuni casi è sottoposto a restrizioni anche il matrimonio tra cugini.
Prescindendo dal significato simbolico dell'incesto messo in luce dalla psicoanalisi, sembrerebbe, da indagini storiche, che il tabù dell'incesto abbia anche assolto la funzione sociale di rafforzare la coesione sociale e di prevenire o impedire i conflitti con le tribù vicine: questo risultato veniva perseguito incrementando i vincoli di parentela con queste ultime attraverso lo scambio delle donne come legame di amicizia e la pratica dei matrimoni combinati tra i due gruppi.

## Genetica
Con l'aumentare della consanguineità tra i genitori aumenta la probabilità della comparsa di malattie ereditarie rare recessive. Peraltro il principale rischio di ereditare malattie genetiche non è dovuto tanto a una consanguineità stretta dei genitori, quanto a un alto coefficiente di incrocio in una popolazione o sottopopolazione che, per ragioni geografiche, sociali o religiose, ha scarsi rapporti riproduttivi con l'esterno ed è di consistenza relativamente limitata.
Secondo alcuni studiosi, l'incesto era pratica corrente presso i Neanderthal, e si sta attualmente vagliando l'ipotesi che proprio assistere alle conseguenze biologiche dell'incesto sulla discendenza abbia persuaso gli altri ominidi della nocività della pratica. Secondo alcuni studiosi, la pratica dell'incesto avrebbe contribuito all'estinzione dell'Uomo di Neanderthal.
Di contro i fenotipi somatici e non strettamente genetici, quindi non in contrapposizione a un DNA differente, ossia espressione della forma del viso del corpo, colore dei capelli e pelle sembrerebbero essere un'importante modalità decisionale dal punto di vista della scelta del congiunto, e gli individui con fenotipi simili tenderebbero a scegliersi. Trattandosi di armonizzazione di fenotipi, tale situazione può contraddistinguere l'impiego di una vastissima varietà di geni, posti anche su cromosomi diversi, tanto da eliminare al momento una teoria dell'incesto vantaggioso per l'essere umano.
Uno studio del 2014 sul DNA di una Neanderthaliana, i cui resti sono stati ritrovati nella grotta di Denisova in Russia, dimostra l'esistenza di questo genere di rapporti anche tra questi ominidi strettamente affini all'Homo sapiens.

## Antropologia
L'incesto, assieme al cannibalismo, è il tabù più comune presso tutti i gruppi umani e come tale è respinto da tutte le grandi religioni storiche per motivi molto discussi da vari studiosi, ma prevalentemente dettati dalla preoccupazione per la difesa della specie umana, in senso sia culturale che biologico.
D'altronde, se il matrimonio è uno scambio, è logico che questo avvenga tra gruppi diversi (esogamia), in cui ci sia spazio per un'azione reciproca sia in senso socioeconomico, sia in senso culturale, piuttosto che all'interno di uno solo (endogamia).
L'antropologo Claude Lévi-Strauss ritiene che la proibizione dell'incesto sia la costante universale che segna il passaggio dal puro stato di natura a una società umana seppure minimamente organizzata. In talune società antiche l'incesto era spesso consuetudine nelle famiglie che detenevano il potere, con l'evidente finalità della conservazione dello stesso: esempi giunti fino a noi sono quelli dei faraoni egizi, soprattutto in età tolemaica, e degli Inca.

## Mitologia
Quasi ogni mitologia contiene racconti che riguardano l'infrazione del tabù dell'incesto, sia consapevole che inconsapevole. L'esempio più celebre è il mito di Edipo, che sposa Giocasta non sapendo che si tratti della sua stessa madre. I miti sull'incesto costituiscono probabilmente il tentativo di razionalizzazione di un costume storicamente superato ma di cui si conserva il ricordo.

## Religione

### Giudaismo e Cristianesimo
Nell'Antico Testamento e nella legge mosaica l'incesto è proibito da Dio, anche se proprio gli stralci storiografici della Bibbia registrano numerosi casi di incesto. Gli esempi più evidenti sono il fatto che Abramo e la moglie Sara erano fratellastri, o le relazioni tra Lot e le sue due figlie (dopo la fuga da Sodoma, infatti, le figlie di Lot fecero ubriacare il padre per accoppiarsi con lui e poter così generare dei figli); senza poi contare che Giacobbe era primo cugino sia di Lia che di Rachele. Nonostante ciò, i dettami morali di Giudaismo e Cristianesimo, che hanno come fondamento la Bibbia, vietano espressamente l'incesto.

### Incesto spirituale
Alcune religioni contemplano o hanno contemplato una qualche forma di incesto spirituale. Nella religione romana era considerato incestus il rapporto sessuale con le vestali, in quanto persone consacrate alla divinità. Similmente, nell'Induismo al discepolo non era consentito sposare i figli del guru, in quanto il rapporto tra quest'ultimo e il discepolo era così intimo e profondo che una simile unione sarebbe stata considerata incestuosa.

## Diritto

### Diritto romano
L'incestum nel diritto romano indicava l'unione sessuale tra persone legate da vincoli di parentela o affinità, oppure la violazione del trentennale voto di castità delle sacerdotesse vestali. Il divieto si estendeva fino al sesto grado, anche se nel corso della storia romana, fu più volte temporaneamente abrogato. Il delitto di incestum fu previsto con l'istituzione della relativa quaestio dalla Lex Iulia de adulteriis coercendis.

### Diritto italiano
Giuridicamente, in Italia, è vietato il matrimonio fra fratelli e sorelle o fra zio/a e nipote o fra ascendente e discendente. Non è invece sottoposto a restrizioni il matrimonio con i primi cugini.
In Italia, l'incesto è un reato previsto dal Codice penale vigente all'articolo 564. L'articolo recita così: "chiunque, in modo che ne derivi pubblico scandalo, commette incesto con un discendente o un ascendente, o con un affine in linea retta, ovvero con una sorella o un fratello, è punito con la reclusione da uno a cinque anni. In caso di relazione incestuosa si applica la reclusione da due a otto anni. Se l'incesto è commesso da una persona maggiorenne con una minorenne, la pena è aumentata per la persona maggiorenne, sempre che la persona minorenne abbia raggiunto l'età del consenso. In caso di condanna, il genitore perde la responsabilità genitoriale o della tutela legale".
Non si dimentichi, esaminando le pene comminate, che nel sistema giuridico vigente in Italia, in caso di aggravanti plurime, il giudice può aumentare la pena anche oltre il massimo edittale, fino a non eccedere il triplo dello stesso. La pena massima applicabile per il reato di incesto può essere quindi addirittura della reclusione per ventiquattro anni (triplo della reclusione per otto anni).

## Psicologia e psicoanalisi
La scoperta di fantasie di tipo incestuoso ha dato avvio alla vicenda edipica, che ha rappresentato il perno fondante la teoria psicosessuale freudiana.
La pratica dell'incesto è per lo più assimilata a un'aggressione da parte del parente prossimo sul bambino. Vi sono studi sugli effetti di un'aggressione sessuale sui bambini che includono l'incesto da parte dei genitori.

### Incesto professionale
In psicoanalisi è chiamato incesto professionale il rapporto sessuale che può instaurarsi tra professionista e paziente.

## I casi moderni
Isabelle Aubry, autrice francese, con il suo libro La prima volta avevo sei anni racconta la sua esperienza di violenza incestuosa da parte di suo padre. Il suo obiettivo è, fra le altre cose, di cambiare la legge francese riguardo all'incesto.
Nel 2001 in Germania emerse un caso controverso di incesto: un fratello e una sorella di Lipsia - Patrick Stübing e Susan Karolewski - dopo essere stati separati alla nascita, si erano conosciuti quando lei aveva sedici anni e avevano cominciato una relazione: da questa unione erano nati un figlio e tre figlie, dei quali solo l'ultimo non ha problemi di salute. Una volta appurata la loro consanguineità, il tribunale dispose l'arresto per lui e un periodo di assistenza sociale per lei, in quanto affetta da disturbo dipendente di personalità; nel frattempo il ragazzo si era sottoposto volontariamente a vasectomia. Dopo avere scontato due anni in carcere il 15 marzo 2008 venne data notizia del suo rientro nel penitenziario per scontare gli ultimi trenta mesi di condanna.
Il 12 aprile 2012 la Corte europea dei diritti dell'uomo stabilì che "la condanna al carcere per una relazione incestuosa" di Stübing non ha violato l'articolo 8 della Convenzione europea dei diritti dell'uomo (relativa al diritto al rispetto della vita privata e familiare), in quanto "le autorità tedesche avevano un ampio margine di valutazione nell'affrontare la questione". Stübing richiese il rinvio del caso alla Grande Camera, ma esso fu respinto il 24 settembre 2012 facendo diventare definitiva la sentenza. Nel 2014 il Consiglio etico tedesco chiese al governo la depenalizzazione del reato.

### Nellacultura di massa
- Ada o ardore
- Aki Sora
- Angel Sanctuary
- Ayashi no Ceres
- Boku wa imōto ni koi o suru
- Cent'anni di solitudine
- Crimson Peak
- D.C. ~Da Capo~
- Don't Let Daddy Kiss Me
- God Child
- Gummo
- Hawaii
- Hitsuji no Uta
- I figli di Húrin
- Il buio fuori
- Il colore viola
- Il delta di Venere
- Il diario segreto di Laura Palmer
- Il giardino di cemento
- Il nonno di se stesso (episodio di Futurama)
- Il poema del vento e degli alberi
- Il segreto di Rebecca
- Il Trono di Spade
- Imprint - Sulle tracce del terrore (episodio di Masters of Horror)
- Incontro in Egitto
- La casa dei mostri (episodio di X-Files)
- Janie's Got a Gun
- Ken Park
- Kiss×Sis
- Koi kaze
- L'occhio più azzurro
- L'ora delle streghe
- La città proibita
- Le 120 giornate di Sodoma
- Le benevole
- Le regole della casa del sidro
- Lolita
- Matilda
- Middlesex
- Non aprite quella porta
- Oniai
- Papa to Kiss in the Dark
- Pelle d'asino
- Precious
- René
- Sakura Gari
- Sangue Welsungo
- Tenera è la notte
- The Dreamers - I sognatori
- Yosuga no sora